# El Mercantil Sevillano
El Mercantil Sevillano fue un diario editado en la ciudad española de Sevilla en 1879 y 1896, durante la Restauración.

## Descripción
Editado en Sevilla, empleó los subtítulos «diario de la tarde» y «diario político independiente». Fue impreso en la imprenta de Rafael Baldaraque en la calle de Mercaderes 68 y luego Colón 4, más tarde en una propia, en las calles de Olavide 8, San Eloy 18, Sierpes 19, Mercaderes 40 y Santa María de Gracia 15.
De periodicidad diaria, su primer número apareció el 1 de agosto de 1870. Desde el 1 de marzo de 1882 hasta julio de 1892, las planas segunda y tercera estuvieron impresas en Madrid. Publicó algunos suplementos, además de páginas literarias. El papel era común y la impresión regular. Fue dirigido primero por José Villar y Sánchez y posteriormente por Antonio Pérez Torres y en sus páginas colaboraron autores como Francisco José Orellana, Enrique Fernández Veciana, Adolfo Sánchez Barbado, Ángel Galán y Domínguez, Benito Mas y Prat y Francisco Ruiz Estévez, entre otros. Sus números incluían artículos de intereses locales, artículos políticos, diario cómico (poesías), parte comercial, telegramas, cartas y anuncios. El periódico, que se mostraba de ideología independiente, cesó en 1896.